# Vicente Sotto

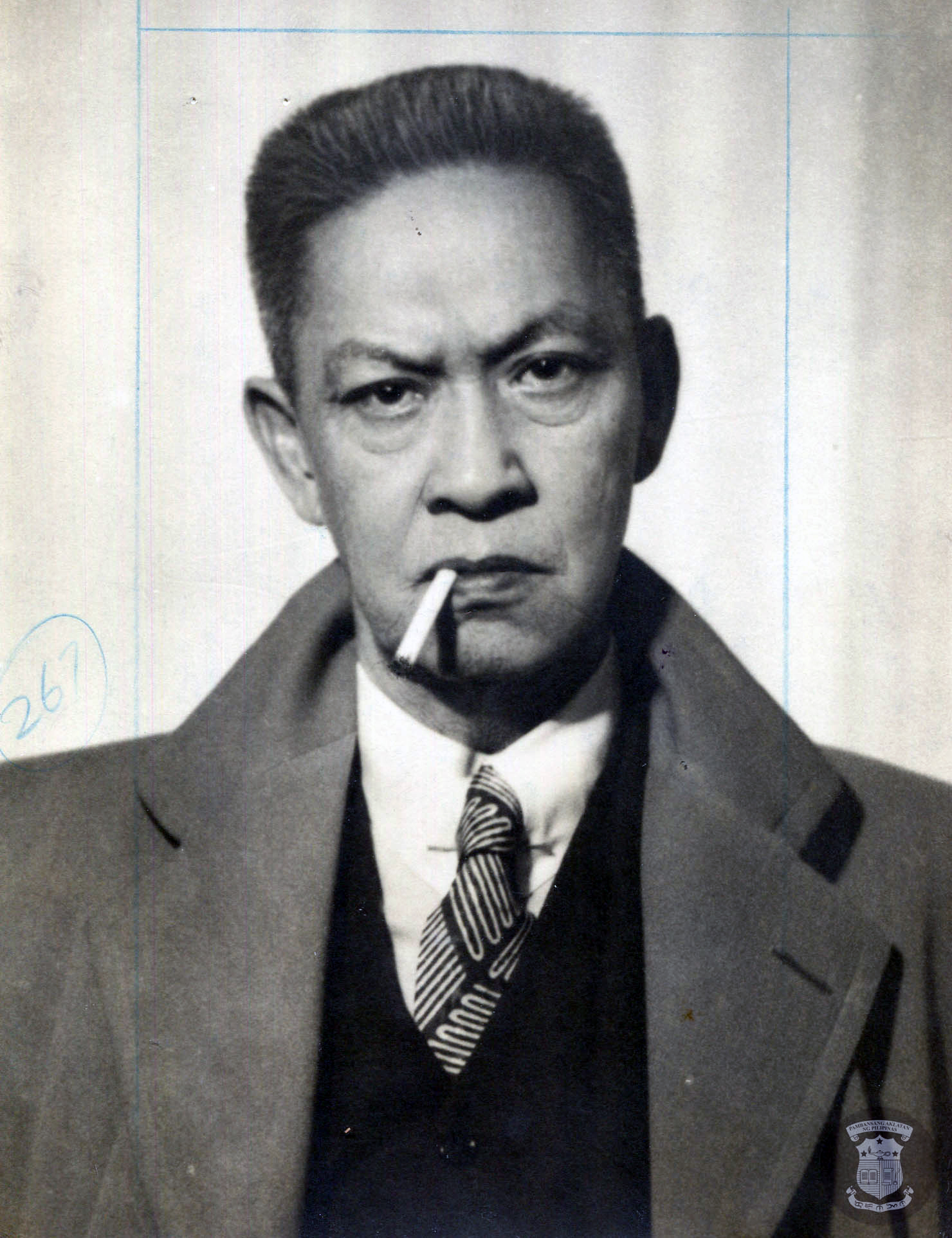
Vicente Sotto

Vicente Yap Sotto (Cebu City, 18 april 1877 - Manilla, 16 juli 1950) was een Filipijnse politicus en schrijver. Sotto was in zijn politieke carrière lid van het Filipijnse Huis van Afgevaardigden en de Filipijnse Senaat. Sotto wordt vanwege werken als (toneel)schrijver in de lokale taal Cebuano wel aangeduid als de “Vader van het Cebuano”.

## Vroege levensloop en carrière
Sotto werd geboren op 18 april 1877 in Cebu City. Zijn vader was Marcelino Sotto en zijn moeder Pascuala Yap.
Sotto volgde middelbaar onderwijs aan de University of San Carlos (het voormalige Colegio de San Carlos) in Cebu City. Hij behaalde daarna een Bachelor-diploma rechten en juridische wetenschap. In 1907 slaagde bij voor het toelatingsexamen van de Filipijnse balie. (het “Bar Exam”).

## Politieke carrière
Al tijdens zijn studie was Sotto aan zijn politieke carrière begonnen toen hij in 1902 gekozen werd als gemeenteraadslid van Cebu City. In 1907 werd hij ondanks het feit dat hij vanwege een rechtszaak in Hongkong verbleef tijdens de campagne, gekozen als burgemeester van deze stad.
In 1922 werd Sotto gekozen als afgevaardigde namens het 2e kiesdistrict van Cebu voor een termijn van drie jaar tot 1925. Meer dan twintig jaar later in november 1946 werd Vicente Sotto gekozen als senator. Hij was in het Senaat voorzitter van de Commissie voor Financiën tot 1950.
Sotto was de belangrijkste auteur van de Press Freedom Law (die nu bekendstaat als de Sotto Law), Republic Act nr. 53) uit 1946. De Sotto Law beschermt journalisten tegen het gedwongen vrijgeven van de namen van hun bronnen.

## Carrière als schrijver
Sotto schreef en produceerde het eerste toneelstuk in het Cebuano genaamd "Elena". Dit toneelstuk in drie delen werd voor het eerst uitgevoerd in het Teatro Junquera op 18 mei 1902 en vestigde Sotto’s reputatie als toneelschrijver.
Sotto schreef ook het toneelstuk "Pahigugma sa Yutang Natawhan" (Love of Native Land), waarin de heroïsche strijd van de Cebuano’s tegen de Spaanse overheersing werd neergezet. Hij schreef ook de eerste novelle in het Cebuano genaamd "Maming". Dit korte verhaal werd gepubliceerd in het eerste nummer door hem uitbrachte Ang Suga op 16 juni 1901.